# خوان ميرو
خوان ميرو هو أحد أشهر فناني المدرسة التجريدية. ولد سنة 1893 م في برشلونة في منطقة كاتالونيا الإسبانية.
رسام ونحات إسباني، ولد في برشلونة منطقة كاتالونيا الإسبانية في 20 نيسان/أبريل 1893 وتوفي في بالما دي مايوركا في 25 كانون الأول/ديسمبر 1983.
سافر في صباه إلى أميركا الوسطى، وزار عدة دول فيها، ويقول النقاد إن تلك الرحلة اثرت كثيرا على حبه لاختيار الألوان الزاهية المشرقة في لوحاته الفنية.
بدأ ميرو حياته الفنية كرسام للمناظر الطبيعية، لكنه في العام 1934 سافر إلى باريس، وهناك تعرف على السريالية وروادها وانضم لها فوقع على البيان الأول في نفس العام الذي وصل فيه باريس.
ويعتقد مؤرخو الفن أن ميرو تأثر بألوانه بأميركا الوسطى، وتأثر في أفكاره بمسقط راسه ففي تلك الفترة كانت منطقة كاتالونيا وعاصمتها برشلونة واحدة من بؤر الفوضوية في العالم والتي نادت بنبذ الواقع من الفن والجنوح نحو الحلم والخيال والتحليق في عالم اللاشعور.
أحب ميرو الفن الشعبي الإسباني، وقال عنه «كان على الدوام يسحرني إذ لا توجد فيه المساحيق التجميلية ولا الخداع والرياء والانفعال المزيف انه يتجه مباشرة نحو القلب وبمحبة كبيرة»، بسبب هذا الحب والنشأة كفنان فطري يرسم المناظر الطبيعية كانت لوحات ميرو في غالبيتها تعكس المظاهر الطبيعية للريف الإسباني وتسعى لتأويله مع التركيز على الطابع الخيالي الذي يحاول إضفاءه بين الحين والآخر على جزئيات هذه الطبيعة في عمله الفني.
ويقول النقاد إن خوان ميرو «تفرد عن غيره من فناني السريالية بنزوعه نحو التبسيط والاختزال فلم يبق يمارس صناعة اللوحة حسب مقتضيات المفاهيم الفنية السابقة لذا فقد تخلى عن خط الأفق» الذي اعتاد الكلاسيكيون استخدامه لتقسيم اللوحة إلى مستويين بصرييين، كما تخلى عن المساحات المبنية، وتحولت اللوحة عنده إلى فضاء مسطح مما جعل عين الناظر إلى أي عمل من أعماله الفنية تنحرف عن النقطة المركزية لتصبح مشدودة إلى الفضاء الكلي الذي ترتسم عليه التشكيلات الخيالية المبتعدة عن المناخات الواقعية. كذلك فقد اتخذ ميرو من أحلام الطفولة وخيالاتها منابع واستلهامات لاشكاله البسيطة التي تهوم وتنطلق في العاب الفرح الإنساني وتنفصل عن كل قوانين الاتصال بالواقع.
في الحرب الأهلية الإسبانية وقف ميرو مع نظام فرانكو ورسم جداريات لهم خلافا لزميله بابلو بيكاسو الذي ساند الشيوعيين في ثورتهم على الجنرال فرانكو، لكن ميرو ظل بعيدا عن هم الشعب الإسباني وقضاياه المصيرية، فكان منسجما مع قناعته بنفي الواقع من عالم الفن، وقد جعله موقفه السياسي هذا عرضة لانتقادات الشيوعيين والمتعاطفين معهم من النقاد الفنيين الذين قالوا إن الرجعية سخرته ليكون في خدمتها ووضعته في مواجه بيكاسو

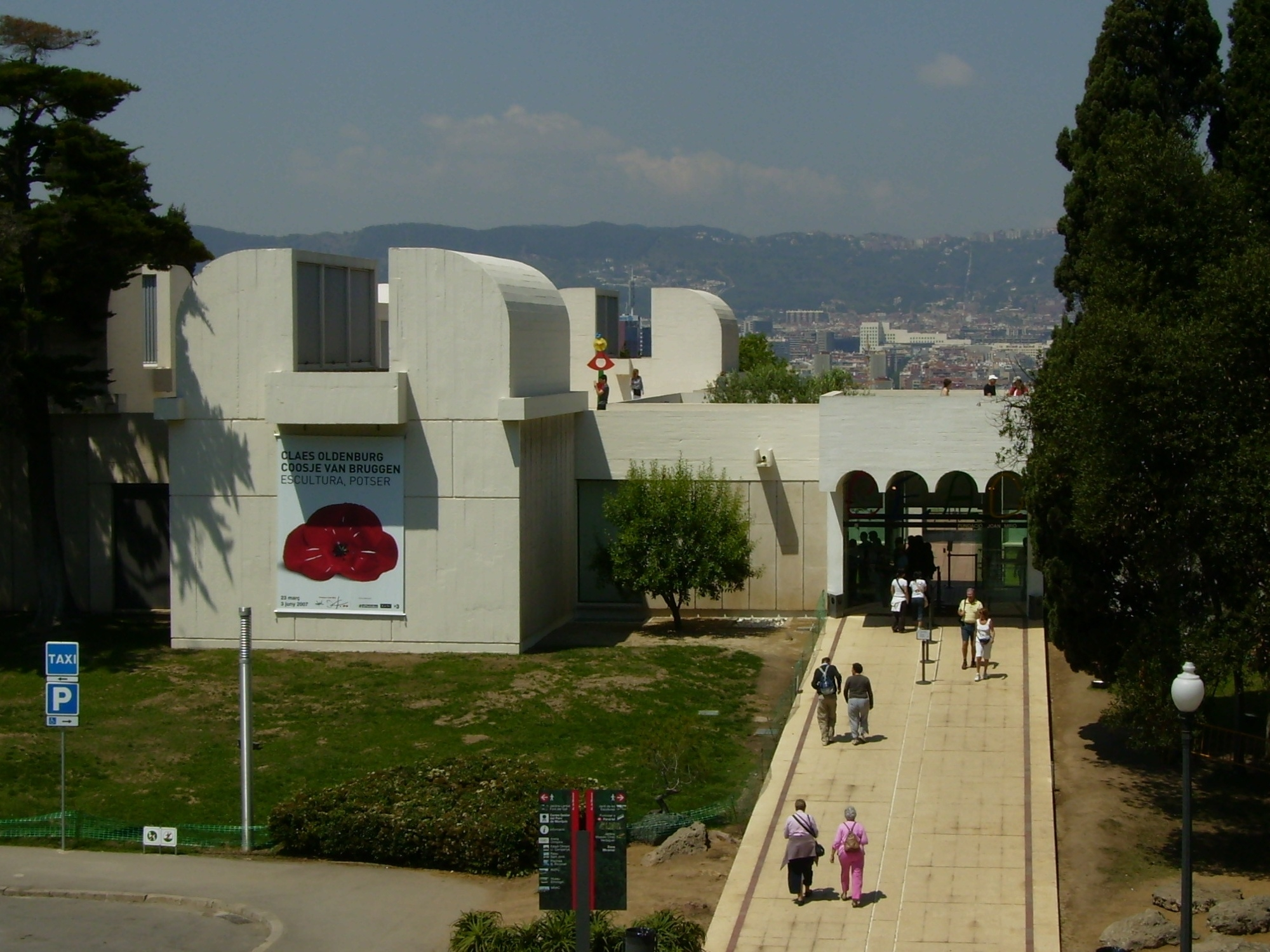
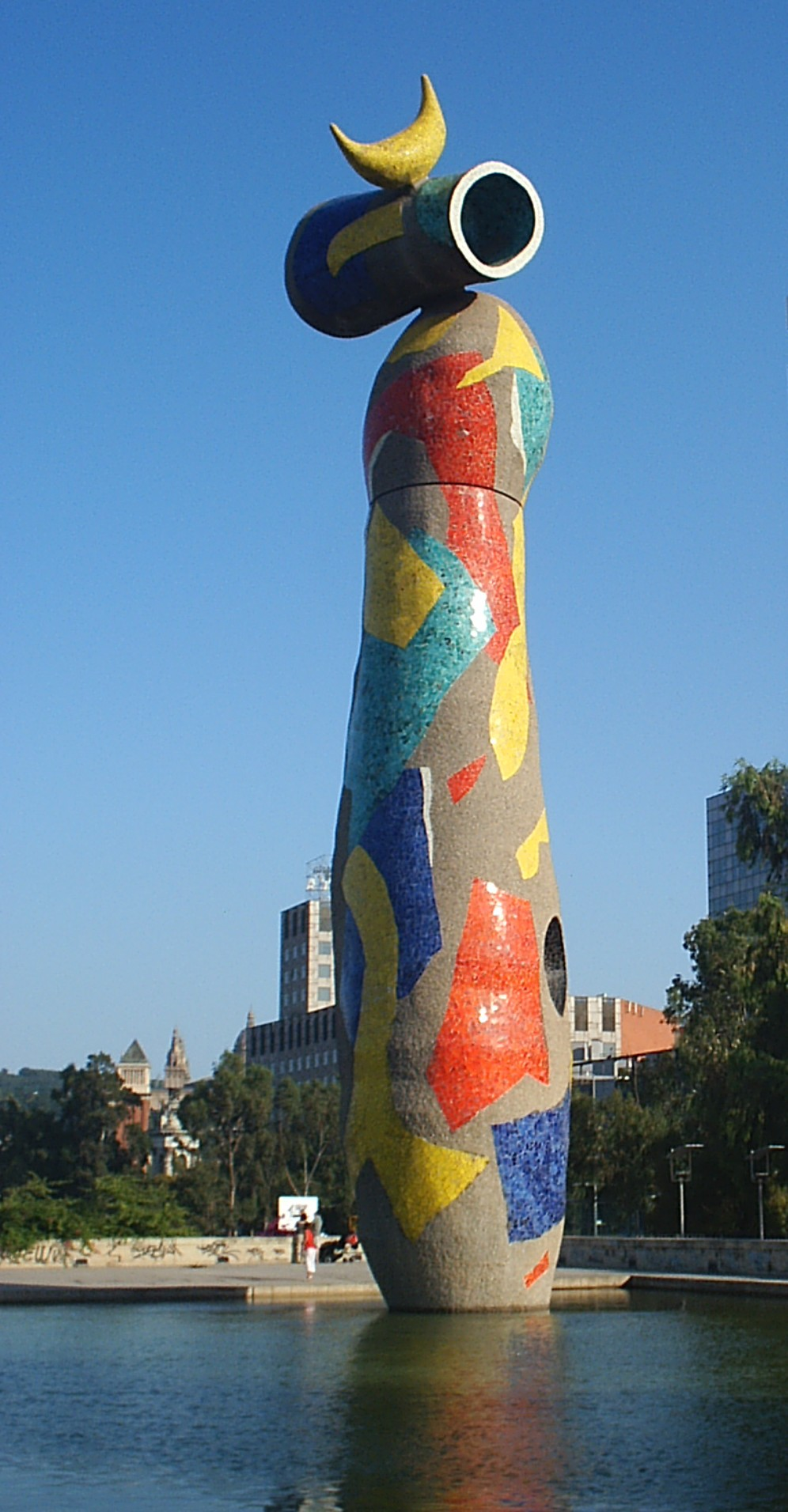
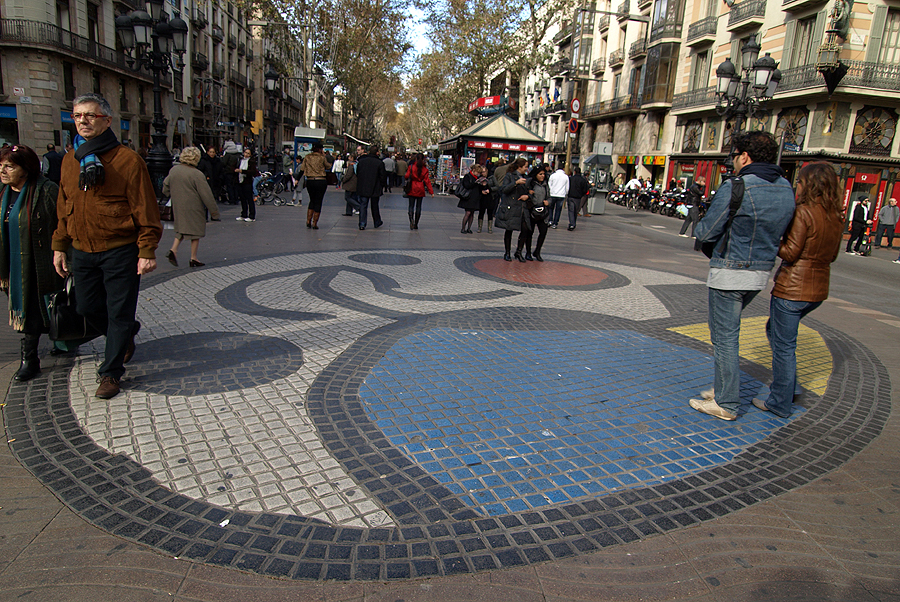

## روابط خارجية
- خوان ميرو على موقع IMDb (الإنجليزية)
- خوان ميرو على موقع الموسوعة البريطانية (الإنجليزية)
- خوان ميرو على موقع مونزينجر (الألمانية)
- خوان ميرو على موقع ألو سيني (الفرنسية)
- خوان ميرو على موقع ميوزك برينز (الإنجليزية)
- خوان ميرو على موقع إن إن دي بي (الإنجليزية)
- خوان ميرو على موقع ديسكوغز (الإنجليزية)